# سرگرمی خانگی سونی پیکچرز
سونی پیکچرز هوم انترتیمنت (به انگلیسی: Sony Pictures Home Entertainment) (مخفف SPHE) یک شرکت بخش توزیع ویدیوی خانگی سونی پیکچرز، یکی از شرکتهای تابعه کنگره ژاپنی شرکت سونی است.
این شرکت در ژوئن ۱۹۷۸ با عنوان کلمبیا پیکچرز هوم اینترمنت تأسیس شد و ۲۰ نوامبر ۱۹۷۹ شروع به انتشار کرد.